# LET L-13 Blaník
L-13 Blaník je dvosedežno šolsko jadralno letalo, ki ga je razvilo Češkoslovaško podjetje Let Kunovice v 1950ih. Je najbolj proizvajano in široko uporabljano jadralno letalo na svetu. L-13 je primarno namenjen začetnem šolanju pilotov. L-13 Blaník je zasnoval letalski konstruktor Karel Dlouhý. Blanik je vplival na razvoj Démanta in L-21 Spartak.
Serijsko se je začel proizvajati leta 1958. Kmalu je postal popularen kot poceni, robustno in dolgoživo letalo. Bil je lahek za letenje in preprost za vzdrževanje. Zgradili so čez 2650 letal, oziroma več kot 3000, če štejemo še izvedenke. Letalo je bilo do leta 2010 najbolj popularno šolsko jadralno letalo na svetu, nakar je leta 2010 razpadlo v zraku zaradi utrujenosti.  V letu 2010 je zaradi utrujenosti glavnega nosilca krila v Avstriji Blaniku L-13 odpadlo krilo, zaradi česar je prišlo do smrtne nesreče. Po tem dogodku so bili prizemljeni vsi Blaniki L-13, proizvajalec pa je začel z razvojem metode za pregled nosilcev in modifikacijo problematičnih delov. Servisni bilten je bil objavljen sredi leta 2011. Izkazalo se je da je vzdževanje letal v rokah aeroklubov bilo v večini izjemno slabo, letala po večini nikoli niso bila izpostvaljena neporušnim preiskavam nosilcev in mnogi so jih uporabljali preko predpisanih limitov. Večina letalskih šol je zaradi dejstva da je osnovni model letala narejen v 1950ih raje prešlo na mlajše tipe jadralnih letal kot so: Grob G103 Twin Astir, Schleicher ASK 21 ipd.

## Tehnične specifikacije (L-13 Blaník)
Podatki iz The World's Sailplanes:Die Segelflugzeuge der Welt:Les Planeurs du Monde Volume II
Splošne značilnosti
- Posadka: 2
- Dolžina: 8,4 m (27 ft 7 in)
- Razpon kril: 16,2 m (53 ft 2 in)
- Površina kril: 19,15 m2 (206,1 sq ft)
- Vitkost: 13,7
- Aeroprofil: Koren: NACA 652A 615, Konec krila: NACA 652A 612
- Teža praznega letala: 292 kg (644 lb) opremljen
- Bruto teža: 500 kg (1.102 lb)

Zmogljivost
- Hitrost pri porušitvi vzgona: 62 km/h (39 mph; 33 kn) (Zakrilca 0°), 56 km/h (34,8 mph; 30,2 kn) z zakrilci
- Neprekoračljiva hitrost: 240 km/h (149 mph; 130 kn)
- g-omejitev: +5 -2,5 pri 136 km/h (84,5 mph; 73,4 kn)
- Jadralno število: 28,2 pri 93 km/h (57,8 mph; 50,2 kn)
- Hitrost padanja: 0,84 m/s (165 ft/min) pri 83 km/h (51,6 mph; 44,8 kn)
- Obremenitev kril: 26,1 kg/m2 (5,3 lb/sq ft)